# Handwerker und andere Katastrophen
Handwerker und andere Katastrophen ist eine deutsche Filmkomödie von Matthias Steurer aus dem Jahr 2016 mit Tanja Wedhorn und Oliver Mommsen in den Hauptrollen.

## Handlung
Die Lehrerin Silke Schröder und ihr Ehemann, der Arzt Stefan Schröder, sind eine glückliche Familie mit einem Sohn. Nun erwarten sie ein zweites Kind und sehen dabei eine Gelegenheit, sich den Traum von einem eigenen Haus zu verwirklichen. Der Vorgesetzte von Stefan, der Chefarzt Dr. Umland, hat ihm und seiner Frau einen Altbau preisgünstig angeboten. Sie nehmen das Angebot an und unterschreiben den Kaufvertrag. Doch die Schröders erleben die erste Überraschung, als sie bei näherer Betrachtung feststellen, wie marode das alte Haus ist. Zuerst kommt aus dem Wasserhahn kein Wasser, dann scheint auch die Toilette verstopft und beginnt plötzlich grundlos überzulaufen. Beim Ablösen der Tapete bleiben die Ziegelsteine daran hängen und die halbe Wand stürzt ein. Zwar war ein Umbau geplant, aber das übersteigt nun die Erwartungen der Schröders. Unglücklicherweise haben gerade die Handwerker abgesagt, aber Stefans Chef vermittelt ihm einen ehemaligen Patienten, der sofort mit den Arbeiten beginnen kann und gleich noch drei Bauleute mitbringt. Der Umbau und der Zeitplan scheint gerettet.
Am nächsten Tag beginnen die „Profis“ mit den Bauarbeiten und reißen erst einmal ein paar Wände ein. Bauleiter Panter garantiert aber, dass in vier Wochen alles wieder tipptopp wäre. Silke und Stefan befassen sich derweil schon mal mit der Planung einiger wichtigen Anschaffungen für ihr neues zuhause. Aufgrund der angespannten finanziellen Lage müssen sie jedoch immer mehr Abstriche bei der Ausstattung machen. Die nächste Hiobsbotschaft kommt vom Bauleiter, als er feststellt, dass mit der elektrischen Anlage was nicht stimmt und kein Strom mehr da ist. Glücklicherweise ist der Vater eines von Silkes Schülern Elektriker. Die schlechte Nachricht ist allerdings, dass die ganze Stromanlage erneuert werden muss. Nachdem Stefan für den Traum von echten antiken Türbeschlägen ein kleines Vermögen ausgibt, das eigentlich für Silkes neue Küche vorgesehen war, hängt der Haussegen ordentlich schief.
Silke ist mittlerweile im Mutterschutz und auch wenn noch nicht alle Räume fertig sind, steht der Umzug an. Trotz vierwöchigem Verzug der Arbeiten ist das Haus halbwegs bewohnbar. Dennoch bricht sich Stefans Mutter auf der Baustelle das Bein, sodass Silke ihr anbietet, bis zu ihrer Genesung bei ihnen zu wohnen. Mit Stephan steht sie noch immer auf Kriegsfuß, zumal sie herausgefunden hat, dass er in der Klinik keine Sonderschichten macht, sondern seine alte Spielkonsole dorthin mitgenommen hat und sooft es geht nur spielt. In der letzten Zeit hat er sie mit allen wichtigen Arbeiten allein gelassen und das nimmt sie ihm sehr übel.
Stephan gelingt es, seinen Chef dazu zu bewegen, ihm nicht nur seinen Campingwagen zu leihen, sondern ihm auch die freiwerdende Oberarztstelle zu vermitteln. Er hofft, Silke mit dieser komfortablen Zwischen-Wohngelegenheit wieder zu versöhnen. Zudem hat er zwei Wochen Urlaub genommen und will nun seine Ganze Zeit Silke und dem Haus zur Verfügung stellen. Er entschuldigt sich bei ihr und beide versöhnen sich endlich. Zurück auf dem Bau, machen die „Profis“ gerade mal wieder Pause und merken nicht wie im Bad ein Rohr platzt. Während sie zu dritt versuchen, das Leck zu schließen, setzen bei Silke die Wehen ein und Stefan bringt sie ins Krankenhaus.
Unerwartet treffen Silkes Eltern ein, die tatkräftig mit anpacken wollen. Das ist auch arg nötig, denn Panters Bauarbeiten weisen so manchen Mangel auf. Als Mann vom Fach erklärt Dietmar nun was zu tun ist. Als die junge Familie aus der Klinik mit dem neuen Erdenbürger zurückkommt, werden sie zwar von allen freudig begrüßt, aber der Anblick ihres noch immer unfertigen Hauses lässt sie kurzerhand in den Wohnwagen steigen und die Flucht ergreifen. Die Schröders wollen erst einmal Urlaub machen und erst zurückkommen, wenn ihr Haus fertig ist, was mit Dietmars fachkundiger Hilfe nun nicht mehr allzu lange dauern sollte.

## Hintergrund
Handwerker und andere Katastrophen wurde unter dem Arbeitstitel Hilfe, die Handwerker kommen vom 8. September 2015 bis zum 8. Oktober 2015 in Berlin und Umgebung gedreht. Produziert wurde die Filmkomödie von der Ziegler Film.

## Rezeption

### Einschaltquote
Die Erstausstrahlung von Handwerker und andere Katastrophen am 28. Juli 2016 im ZDF erreichte 4,06 Millionen Zuschauer und einen Marktanteil von 15,0 Prozent.

### Kritik
Tilmann P. Gangloff von tittelbach.tv urteilte: „Der Titel ist Programm: ‚Handwerker und andere Katastrophen‘ ist eine muntere Komödie mit Tanja Wedhorn und Oliver Mommsen über ein Paar, das gemäß Murphys Gesetz an der Renovierung eines maroden Hauses verzweifelt und geradewegs in eine Ehekrise schlittert. Auch wenn die Geschichte eher schlicht ist und die Schauspieler mitunter etwas dick auftragen: Gerade die Slapstickszenen hat Matthias Steurer gut inszeniert, zumal das Buch die Hauptfiguren geradezu liebevoll mit immer wieder neuen Desastern konfrontiert.“ „Interessant ist auch die Farbdramaturgie (Bildgestaltung: Christoph Poppke). Zunächst sind die Bilder in warmen, freundlichen Tönen gehalten, aber als das Schicksal seinen Lauf nimmt und die Beziehung von Silke und Stefan zudem erste Risse zeigt, wird die Atmosphäre merklich kühler.“
Die Kritiker der Fernsehzeitschrift TV Spielfilm fanden, der Film biete „Charaktere und Humor aus der Mottenkiste“. „Ein paar Pipi-Kacka-Witze“ können die Story nicht aufpeppen. Dafür zeigten sie mit dem Daumen immerhin noch zur Seite, vergaben für Humor und Action einen von drei möglichen Punkten und resümierten: „Mies konstruiert, auch handwerklich so lala.“
Oliver Jungen von der FAZ wertete: „Handwerklich gibt es [an dem Film] gar nicht so viel zu bemängeln - Kamera, Musik und Darsteller geben sich Mühe -, es ist der Bauplan, der nicht stimmt. So stehen die einander etwas angiftenden Protagonisten im unfertigen Haus, im Bauwagen oder auf dem Krankenhausflur herum wie im falschen Film. Weil jede Dramatik fehlt, muss sogar Fäkalkomik her. Da können die besten Schauspieler nichts mehr ausrichten.“